# Verriss
Ein Verriss ist eine destruktive Kritik bzw. Rezension, die nicht selten mit den Mitteln der Ironie oder Polemik formuliert wird und den Gegenstand einer Diskussion in den wesentlichen Teilen seiner Ausführung und Zielsetzung als gescheitert ansieht. „Verrissen“ werden insbesondere im Feuilleton Werke der bildenden Kunst, der darstellenden Kunst, der Musik oder der Literatur. Darüber hinaus verreißen Kritiker anderer Ressorts bzw. Medien z. B. wissenschaftliche Arbeiten, Gerichtsurteile, die Leistungen von Restaurants oder auch Persönlichkeiten wie Politiker, Manager, Trainer, Quizmaster oder Blogger.

## Wortherkunft und -verwendung
Etwas zu verreißen bedeutete laut dem Grimmschen bzw. Deutschen Wörterbuch unter dem Stichwort verreiszen ein seinerzeit aus der Schriftsprache gänzlich verdrängtes, nur noch mundartlich gebrauchtes „in stücke reiszen, zerreiszen“. Als Beispiele werden genannt: eine Blume entblättern, Haare ausreißen oder Kleidung, Stoffe zerkleinern, aber auch die übertragenen Bedeutungen: „sich verreiszen, verzanken“, das im Wienerischen gebrauchte „einen verreiszen, zum besten halten“ sowie ein „verrisens lob oder geschweineret, deflorata gloria“.
Zu dieser im Deutschen Wörterbuch noch eingeschränkten Erläuterung des Wortes Verriss merkte Ursula Rohr an: „Der entsprechende Band des DWb. erschien 1947, und es ist unerklärlich, wie ein in Presse und Tagesschrifttum so häufig angewandtes Wort der Beachtung entgehen konnte.“
Nach Ursula Rohr – die hierzu in ihrem Nachschlagewerk Der Theaterjargon (1952) auch alle nachfolgenden Autoren zitiert – findet verreißen bereits 1885 erste Erwähnung bei Daniel Sanders mit der Bedeutung „jemand ver-r., herunter-r., -machen“; dann bei Weigand: „verreißen: heruntermachen in der Kritik, um 1885 beliebt“. Letzteres erläutert wiederum Otto Ladendorf wie folgt: „Verreißen war das Schmähwort parteiischer und böswilliger Kritik, wodurch die neue aufstehende Dichtergeneration in den 80er Jahren des 19. Jh. ihre Pressegegner zu treffen suchte (Bleibtreu-Größenwahn, Bierbaum-Stilpe).“ Rohr schließt daraus: „Durch diese Dichtergeneration, die in enger Verbindung mit dem Theater stand und deren Bühnenstücke den Naturalismus auf dem Theater durchsetzten, dürfte das Wort in die Sprache der Schauspieler gekommen sein.“
Ergänzend heißt es bei Rohr: „Neben dieser ursprünglichen Bedeutung wird ‚Verriß‘, ‚verreißen‘ im Theaterjargon neuerdings auf jede schlechte Kritik, auch auf eine gerechte und sachliche angewandt, so daß man auch die Formulierung ‚gerechter Verriß‘ gebraucht. Ist die abfallende Äußerung der Kritik in einem wohlwollenden Tone gehalten, so ist es ein ‚milder Verriß‘“.
Im aktuellen Duden (2007) wird Verriss wie folgt definiert: „Ver|riss, der; -es, -e [zu →verreißen]: sehr harte, vernichtende →Kritik: einen V. über ein Buch, …“

## Journalismus
Journalismus-Lehrbücher warnen insbesondere Anfänger vor dem Verriss, so Walther von La Roche: „Aber mit arroganten Von-oben-herab-Verrissen, wie sie dem Anfänger besonders leicht aus der Feder fließen, wird man nicht lang den gewünschten Erfolg haben. Denn solche Kritiker machen sich nicht die Mühe, auf das Verhältnis von künstlerischem Potential und vorgezeigtem Ergebnis einzugehen.“

### Anlässe
Professionell publizierende Kritiker verfassen einen Verriss nicht zuletzt dann, wenn Kunstwerke und insbesondere ihre Erschaffer eine gewisse Fallhöhe versprechen.
Grundlage eines Verrisses künstlerischer Arbeiten kann beim Kritiker enttäuschte bzw. unterbotene Erwartung an die Möglichkeiten eines Künstlers oder eines Kunstwerkes sein. Thematisch inhaltliche Auslöser für einen Verriss können u. a. auch die Übertretung eines Tabus bzw. auch nur die Behandlung von Tabuthemen sein. Argumentiert wird manchmal auch mit der Liebe zur jeweiligen Kunstart, was neben sachlichen durchaus auch eher emotionale, subjektiv auf den eigenen Geschmack bezogene Beweggründe annehmen lässt und eine persönliche Animosität mit dem derart kritisierten Künstler nicht immer ausschließt.
Eine im Sinne professioneller Kritik nicht zulässige Motivation für Verrisse können politische und ideologische Hintergründe sein, die auch zum Überschreiten der Grenze zwischen vernichtender Kritik eines Werks und auf Vernichtung der Person seines Urhebers zielender Hetze führen können.

### Rezeption
Die Rezeption des Publikums hängt vom besprochenen Gegenstand sowie dem Bekanntheitsgrad seines Erschaffers ab.
- Hat ein Künstler für seine Werke zuvor Anerkennung gefunden, werden seine Anhänger auch nach dem Verriss eines neuen Werkes ihr Interesse meist an ihm wachhalten. Sofern die Bandbreite der Kritiken neben Verrissen auch Rezensionen mit unentschiedenen und lobenden Einschätzungen umfasst, werden die Verrisse von Künstlern hingenommen, da sie das Publikumsinteresse sowie die Absatzzahlen möglicherweise steigern helfen.[13][14]
- Wird das Erstlingswerk eines unbekannten Künstlers von nur wenigen Kritikern besprochen und dabei durchgängig verrissen, kann der Verriss die Reputation des Autors nachhaltig beschädigen.

Von einem Verriss betroffene Künstler sehen sich oft persönlich angegriffen und suchen ihrerseits den Verfasser eines Verrisses zu diskreditieren bzw. dessen Einschätzungen als unmaßgeblich herauszustellen.
Die Rezeption des Verrisses durch andere Kritiker kann je nach Ansehen des Verfassers zur Übernahme von dessen Ansicht führen oder erst recht Widerspruch provozieren.

### Bekannte Beispiele
Nachfolgend eine kleine Auswahl im Feuilleton publizierter, viel beachteter Verrisse zu Werken:
Aus der Literatur:
- Marcel Reich-Ranicki zu Ein weites Feld von Günter Grass[17]

Aus der Musik:
- Hans Schnoor zum Melodram Ein Überlebender aus Warschau von Arnold Schönberg
- Die Prawda zur Oper Lady Macbeth von Mzensk von Dmitri Schostakowitsch und Alexander-Germanowitsch-Preis[18]

Aus dem Theater:
- Alfred Kerr zu Fiorenza von Thomas Mann

Aus der Malerei:
- In der Weser-Zeitung ließ Emil Fitger am 20. Dezember 1899 über die ausgestellten Bilder von Marie Bock und Paula Modersohn-Becker drucken:

„Für die Arbeiten der  beiden  genannten  Damen reicht der Wörterschatz einer reinlichen Sprache nicht aus und bei einer unreinlichen wollen wir keine Anleihe machen. Hätte eine solche Leistungsfähigkeit auf musikalischem oder mimischem Gebiet die Frechheit gehabt, sich in den Konzertsaal oder auf die Bühne zu wagen, es würde alsbald ein Sturm von Zischen und Pfeifen dem groben Unfug ein Ende gemacht haben …“